# Museo Nacional de Machado de Castro
El Museo Nacional de Machado de Castro (en portugués: Museu Nacional de Machado de Castro) es un museo de arte situado en la ciudad de Coímbra en Portugal. 
Recibe su nombre en honor al reconocido escultor portugués Joaquim Machado de Castro y es uno de los museos más importantes de Portugal en cuanto a arte se refiere.
Abrió sus puertas el 11 de octubre de 1913 y en su mayoría recoge colecciones de escultura, pintura, cerámica y textiles que pertenecieron anteriormente a antiguas casas religiosas de la región de Coímbra.
Ocupa las antiguas instalaciones del Palacio Episcopal de Coímbra, en un amplio edifício nuevo, inaugurado en 2012.

## Colecciones
Las colecciones del museo proceden mayoritariamente de edificios religiosos y universitarios de la región de Coímbra. Incluye pintura y escultura, piezas arqueológicas y artes decorativas. Tanto las secciones de pintura y escultura recogen obras fundamentalmente portuguesas, siendo la colección de escultura la más amplia de las existentes en los museos del país. Están representados artistas como Cristóvão de Figueiredo, Garcia Fernandes, Josefa de Óbidos, André Gonçalves, o Fray Cipriano da Cruz.